# Anne Russell, grevinna av Warwick
Anne Russell, grevinna av Warwick, vanligen kallad enbart Anne, Lady Warwick, född 1548, död 1604, var en engelsk hovfunktionär. Hon var hovdam och personlig vän till drottning Elisabet I av England.

## Biografi
Anne Russell var dotter till Francis Russell, 2:e earl av Bedford och Margaret St. John. Hon gifte sig 1565 med Ambrose Dudley, 3:e earl av Warwick. Äktenskapet blev barnlöst men lyckligt. 
Anne Russell blev hovfröken åt drottning Elisabet efter dennas trontillträde 1559, när hon var tio år gammal, och hennes äktenskap arrangerades av hennes far och drottningens favorit Robert Dudley, som blev hennes svåger. Hon hade en god relation till sin svåger, drottningens favorit Robert Dudley, och var omtyckt av Elisabet. Efter sitt giftermål utnämndes hon till hovdam, Gentlewoman of the Queen's Privy chamber, och beskrevs av Anne Clifford som en av Elisabets favorithovdamer. Som hovdam nämns hon ofta i Elisabets hov. Hon spelade också en framträdande roll som kulturell mecenat. 
Genom sitt äktenskap och sin ställning hos drottningen kunde hon grund att vitt spionnät av kontakter som meddelade henne politiskt intressanta uppgifter både i England och utomlands, och hon förekom ofta i ambassadörers rapporter. Efter Blanche Parrys och Elizabeth Clintons död blev hon en av Elisabets absolut närmaste förtrogna bland hovdamerna. 
Tillsammans med grevinnan Katherine Hastings av Huntingdon gynnade hon sin makes systerson Robert Sidneys karriär. Tillsammans Mary Scudamore försökte hon 1601 utan framgång tala till lord Essex favör, och erbjöd sig att ordna ett möte med Elisabet mot dennas vilja. Hennes parti för Essex gjorde att hon temporärt hamnade i onåd, men hon blev förlåten och under Elisabets sista år tillhörde hon liksom Mary Scudamore och Dorothy Stafford den lilla krets vänner Elisabet tillbringade sin sista tid med. 
Anne Russell tillhörde de som fanns vid drottning Elisabets sida på dennas dödsbädd, och vakade vid hennes likvaka efter dennas död 24 mars 1603. Hon, Elisabeth Southwell och Helena Snakenborg var de enda tre personer som såg drottningens kropp efter hennes död, eftersom det var de som gjorde liket i ordning och vakade vid det till begravningen, sedan monarken hade förbjudit en balsamering.    
Hon hälsades vänligt av Jakob I vid hans ankomst till England samma år, men hade inte längre någon plats vid hovet och drog sig tillbaka till sin bostad i Hertfordshire, där hon avled året därpå.